# Miediak (rejon sosnowski)
Miediak (ros. Медиак) – wieś (dieriewnia) w Rosji, w obwodzie czelabińskim, w rejonie sosnowskim. W 2021 liczyła 322 mieszkańców.